# اوت-گارون

اوت-گارون (به فرانسوی: Haute-Garonne) سی و یکمین شهرستان فرانسه است. شهرستان اوت-گارون در جنوب غربی فرانسه قرار دارد. این شهرستان زیرمجموعه ناحیه پیرنه میانه می‌باشد. مساحت این شهرستان ۶٬۳۰۹ کیلومتر مربع و جمعیت آن ۱٬۲۰۲٬۹۲۰ نفر است. این شهرستان در خلال انقلاب فرانسه بر پا گردید.